# Витни Појнт (Њујорк)
Витни Појнт (енгл. Whitney Point) град је у америчкој савезној држави Њујорк.

## Демографија
По попису из 2010. године број становника је 964, што је 1 (-0,1%) становника мање него 2000. године.
| Група             | 2000.       | 2010.       |
| Белци             | 929 (96,3%) | 906 (94,0%) |
| Афроамериканци    | 2 (0,2%)    | 4 (0,4%)    |
| Азијати           | 2 (0,2%)    | 5 (0,5%)    |
| Хиспаноамериканци | 15 (1,6%)   | 30 (3,1%)   |
| Укупно            | 965         | 964         |